# Seoul Music Awards
O Seoul Music Awards (em coreano:  서울 음악 상) é uma premiação criada em 1990 que é apresentada anualmente pela Sports Seoul para as realizações de destaque da indústria da música na Coreia do Sul.

## Categorias
Atualmente existem sete prêmios que não são limitados por gênero musical, e outros três prêmios concedidos para os destaques no trot, hip hop e R&B, um para cada gênero.
- Daesang (Grande Prêmio)
  - Até 2020, o Daesang (ou Artista do Ano) era concedido ao melhor artista dentre 12 indicados, pelo cálculo de vendas físicas e digitais com os votos online e um julgamento final dos jurados selecionados.
  - A partir de 2020, o Daesang foi dividido em dois prêmios: Álbum Daesang (para álbuns completos) e Digital Daesang (para singles digitais).
- Bonsang (Prêmio Principal) 
  - É concedido aos 12 melhores artistas do ano selecionados por meio do cálculo de vendas do álbum e digital com o voto popular online e um julgamento final de todos os juízes da premiação.
  - Dois grandes prêmios, Gravação do Ano e Gravação do Ano em Lançamento Digital, foram extintas a partir da cerimônia de 2020.
- Revelação do Ano são concedidos a novos artistas, geralmente três por ano.
- Performance do Ano é concedido ao artista da melhor apresentação ao vivo do ano.
- Trot do Ano é concedido ao melhor artista de trot do ano.
- Gravação Hip Hop do Ano é concedido ao melhor artista de hip hop do ano.
- Gravação R&B do Ano é concedido ao melhor artista de R&B do ano.
- Prêmios de Popularidade do Ano são concedidos aos artistas que alcançaram popularidade no ano, geralmente dois por ano. Os vencedores são selecionados através de uma votação online. A lista de indicados é composta pelos indicados aos prêmios Bonsang e Revelação do Ano.
- Prêmio Especial Hallyu  é concedido ao artista que ganhou popularidade internacionalmente ao longo do ano.

## Vencedores dos Grandes Prêmios (Daesang)

### Artista do Ano (Daesang)
| Edição | Ano  | Vencedores                   | Vencedores             |
| Edição | Ano  | Album                        | Digital                |
| ------ | ---- | ---------------------------- | ---------------------- |
| 29ª    | 2020 | BTS Map of the Soul: Persona | Taeyeon "Four Seasons" |

### Artista do Ano (1990-2019) (Daesang)
Essa categoria foi descontinuada em 2020, sendo dividida em duas novas categorias: Album Daesang e Digital Daesang.
| Edição | Ano  | Artista             |
| ------ | ---- | ------------------- |
| 28ª    | 2019 | BTS                 |
| 27ª    | 2018 | BTS                 |
| 26ª    | 2017 | EXO                 |
| 25ª    | 2016 | EXO                 |
| 24ª    | 2015 | EXO                 |
| 23ª    | 2014 | EXO                 |
| 22ª    | 2013 | PSY                 |
| 21ª    | 2012 | Super Junior        |
| 20ª    | 2011 | Girls' Generation   |
| 19ª    | 2010 | Girls' Generation   |
| 18ª    | 2009 | Wonder Girls        |
| 17ª    | 2008 | BIGBANG             |
| 16ª    | 2006 | TVXQ                |
| 15ª    | 2004 | Shinhwa             |
| 14ª    | 2003 | Lee Hyori           |
| 13ª    | 2002 | BoA                 |
| 12ª    | 2001 | Kim Gun-mo          |
| 11ª    | 2000 | Jo Sungmo           |
| 10ª    | 1999 | Jo Sungmo / Fin.K.L |
| 9ª     | 1998 | H.O.T. / Sechs Kies |
| 8ª     | 1997 | H.O.T.              |
| 7ª     | 1996 | Clon                |
| 6ª     | 1995 | Roo'ra              |
| 5ª     | 1994 | Kim Gun-mo          |
| 4ª     | 1993 | Seo Taiji and Boys  |
| 3ª     | 1992 | Seo Taiji and Boys  |
| 2ª     | 1991 | Tae Jin-ah          |
| 1ª     | 1990 | Byeon Jin-seob      |

## Vencedores dos Prêmios Principais

### Top 12 Artistas do Ano (Bonsang)
| Edição | Ano  | Vencedores    | Vencedores     | Vencedores       | Vencedores     | Vencedores        | Vencedores     | Vencedores          | Vencedores            | Vencedores          | Vencedores        | Vencedores      | Vencedores |
| ------ | ---- | ------------- | -------------- | ---------------- | -------------- | ----------------- | -------------- | ------------------- | --------------------- | ------------------- | ----------------- | --------------- | ---------- |
| 29ª    | 2020 | Super Junior  | Chungha        | NCT Dream        | BTS            | Mamamoo           | Monsta X       | NU'EST              | Taeyeon               | Paul Kim            | Twice             | Exo             | Red Velvet |
| 28ª    | 2019 | iKon          | Wanna One      | NCT 127          | BTS            | Mamamoo           | Monsta X       | NU'EST W            | Momoland              | Seventeen           | TWICE             | EXO             | Red Velvet |
| 27ª    | 2018 | Super Junior  | Wanna One      | GOT7             | BTS            | BtoB              | Blackpink      | NU'EST W            | Bolbbalgan4           | Seventeen           | TWICE             | EXO             | Red Velvet |
| 26ª    | 2017 | Sechs Kies    | G-Friend       | GOT7             | BTS            | MAMAMOO           | Zico           | VIXX                | Taeyeon               | Seventeen           | TWICE             | EXO             | Red Velvet |
| 25ª    | 2016 | Yoon Mi-rae   | BIGBANG        | Zion.T           | BTS            | Apink             | SHINee         | VIXX                | Taeyeon               | SISTAR              | EXID              | EXO             | Red Velvet |
| 24ª    | 2015 | Super Junior  | AOA            | Beast            | BTS            | Apink             | Girl's Day     | VIXX                | Girls' Generation-TTS | SISTAR              | B1A4              | EXO             | Infinite   |
| 23ª    | 2014 | B.A.P.        | Cho Yong-pil   | Beast            | 4MINUTE        | Apink             | SHINee         | VIXX                | Girls' Generation     | SISTAR              | B1A4              | EXO             | Infinite   |
| 22ª    | 2013 | Super Junior[ | BIGBANG        | Epik High        | 2NE1           | Huh Gak           | SHINee         | miss A              | PSY                   | SISTAR              | Secret            | Lee Seung-gi    | f(x)       |
| 21ª    | 2012 | Super Junior  | F.T. Island    | Beast            | 4MINUTE        | IU                | KARA           | miss A              | Girls' Generation     | SISTAR              | Secret            | Lee Seung-gi    | T-ara      |
| 20ª    | 2011 | 2AM           | 4MINUTE        | Beast            | F.T. Island    | Girls' Generation | IU             | miss A              | Secret                | SHINee              | Son Dam-bi        | –               | –          |
| 19ª    | 2010 | Super Junior  | 2PM            | Brown Eyed Girls | Davichi        | Girls' Generation | KARA           | Kim Tae-woo         | SHINee                | Son Dam-bi          | Baek Ji-young     | –               | –          |
| 18ª    | 2009 | Baek Ji-young | BIGBANG        | Brown Eyed Girls | TVXQ           | Jang Yu-jeong     | Kim Jong-kook  | SG Wannabe          | Son Dam-bi            | SS501               | Wonder Girls      | –               | –          |
| 17ª    | 2008 | Super Junior  | BIGBANG        | Epik High        | Eru            | Jang Yu-jeong     | MC The Max     | SG Wannabe          | SeeYa                 | Baek Ji-young       | V.O.S.            | –               | –          |
| 16ª    | 2006 | Baek Ji-young | Son Ho-young   | MC Mong          | Park Jung-ah   | Jang Yu-jeong     | SG Wannabe     | Shin Seung-hun      | Turtles               | VIBE                | TVXQ              | –               | –          |
| 15ª    | 2004 | Cho PD        | Lee Seung-chul | Lee Soo-young    | Koyote         | Kim Jong-kook     | Shin Seung-hun | Rain                | Park Hyo-shin         | Shinhwa             | TVXQ              | –               | –          |
| 14ª    | 2003 | Baby V.O.X    | Fly To The Sky | Jewelry          | Koyote         | Lee Hyori         | Rain           | Shinhwa             | Wax                   | Wheesung            | Yoon Do Hyun Band | –               | –          |
| 13ª    | 2002 | BoA           | Cool           | Koyote           | Jang Na-ra     | Lee Soo-young     | Park Hyo-shin  | Shinhwa             | Sung Si-kyung         | Yoon Do Hyun Band   | Wax               | –               | –          |
| 12ª    | 2001 | Fin.K.L.      | g.o.d.         | Kangta           | Kim Gu-mo      | Lee Jung-hyun     | Im Chang-jung  | Park Ji-yoon        | Shin Seung-hun        | Steve Seungjung Yoo | Uhm Jung-hwa      | Tae Jin-ah      | Wax        |
| 11ª    | 2000 | g.o.d.        | Fin.K.L.       | Jo Sungmo        | Shin Seung-hun | Uhm Jung-hwa      | Park Ji-yoon   | Steve Seungjung Yoo | Lee Jung-hyun         | Im Chang-jung       | Tae Jin-ah        | –               | –          |
| 10ª    | 1999 | H.O.T.        | Fin.K.L.       | Jo Sungmo        | Baby V.O.X     | Song Dae-kwan     | Kim Gu-mo      | Sechs Kies          | Clon                  | Im Chang-jung       | Uhm Jung-hwa      | Country Kko Kko | –          |
| 9ª     | 1998 | H.O.T.        | S.E.S.         | Kim Kyung-ho     | Uhm Jung-hwa   | Song Dae-kwan     | Kim Gu-mo      | Sechs Kies          | Turbo                 | Kim Jong-hwa        | –                 | –               | –          |
| 8ª     | 1997 | H.O.T.        | UP             | DJ Doc           | Uhm Jung-hwa   | Im Chang-jung     | Kim Kyung-ho   | Park Jin-young      | Turbo                 | Jinusean            | –                 | –               | –          |

### Gravação do Ano (Álbum)
| Edição | Ano  | Artista       | Título da Canção      | Álbum                            | Nota                 |
| ------ | ---- | ------------- | --------------------- | -------------------------------- | -------------------- |
| 28ª    | 2019 | BTS           | "Fake Love"           | Love Yourself: Tear              | 3º álbum de estúdio  |
| 27ª    | 2018 | IU            | "Through The Night"   | Palette                          | 4º álbum de estúdio  |
| 26ª    | 2017 | BTS           | "Blood Sweat & Tears" | Wings                            | 2º álbum de estúdio  |
| 25ª    | 2016 | BoA           | "Kiss My Lips"        | Kiss My Lips                     | 8º álbum de estúdio  |
| 24ª    | 2015 | Beast         | "12:30"               | Time                             | 7º mini-álbum        |
| 23ª    | 2014 | Cho Yong-pil  | "Bounce"              | Hello                            | 19º álbum de estúdio |
| 22ª    | 2013 | G-Dragon      | "Crayon"              | One of A Kind                    | 1º mini-álbum        |
| 21ª    | 2012 | IU            | "You & I"             | Last Fantasy                     | 2º álbum de estúdio  |
| 20ª    | 2011 | PSY           | "Right Now"           | Psy Five                         | 5º álbum de estúdio  |
| 19ª    | 2010 | Drunken Tiger | "Feel gHood Muzik"    | Feel gHood Muzik: The 8th Wonder | 8º álbum de estúdio  |
| 18ª    | 2009 | BIGBANG       | "Sunset Glow"         | Remember                         | 2º álbum de estúdio  |
| 17ª    | 2008 | Epik High     | "Fan"                 | Remapping the Human Soul         | 4º álbum de estúdio  |

### Gravação do Ano (Digital)
| Edição | Ano  | Artista           | Título da Canção |
| ------ | ---- | ----------------- | ---------------- |
| 28ª    | 2019 | iKon              | "Love Scenario"  |
| 27ª    | 2018 | Yoon Jong Shin    | "Like It"        |
| 26ª    | 2017 | TWICE             | "Cheer Up"       |
| 25ª    | 2016 | BIGBANG           | "Bang Bang Bang" |
| 24ª    | 2015 | Soyou & Jung Gigo | "Some"           |
| 23ª    | 2014 | EXO               | "Growl"          |
| 22ª    | 2013 | SISTAR            | "Alone"          |
| 21ª    | 2012 | T-ara             | "Roly Poly"      |
| 20ª    | 2011 | IU                | "Good Day"       |
| 19ª    | 2010 | Girls' Generation | "Gee"            |
| 18ª    | 2009 | Wonder Girls      | "Nobody"         |
| 17ª    | 2008 | BIGBANG           | "Haru Haru"      |

### Revelação do Ano
| Edicão | Ano  | Vencedores       | Vencedores         | Vencedores       | Vencedores   | Vencedores |
| ------ | ---- | ---------------- | ------------------ | ---------------- | ------------ | ---------- |
| 30ª    | 2020 | Treasure         | aespa              | Enhypen          | –            | –          |
| 29ª    | 2019 | TXT              | AB6IX              | ITZY             | –            | –          |
| 28ª    | 2018 | Stray Kids       | IZ*One             | –                | –            | –          |
| 27ª    | 2017 | Wanna One        | Pristin            | Chungha          | –            | –          |
| 26ª    | 2016 | Blackpink        | NCT 127            | I.O.I            | –            | –          |
| 25ª    | 2015 | iKON             | Seventeen          | GFriend          | –            | –          |
| 24ª    | 2014 | GOT7             | Eddy Kim           | Red Velvet       | –            | –          |
| 23ª    | 2013 | BTS              | Lim Kim            | Crayon Pop       | –            | –          |
| 22ª    | 2012 | EXO-K            | Ailee              | B.A.P.           | Lee Hi       | –          |
| 21ª    | 2011 | B1A4             | Apink              | Boyfriend        | –            | –          |
| 20ª    | 2010 | The Boss         | SISTAR             | CNBLUE           | –            | –          |
| 19ª    | 2009 | Beast            | T-ara              | After School     | –            | –          |
| 18ª    | 2008 | Davichi          | Mighty Mouth       | SHINee           | –            | –          |
| 17ª    | 2007 | F.T. Island      | Girls' Generation  | Wonder Girls     | –            | –          |
| 16ª    | 2006 | Super Junior     | SeeYa              | Brown Eyed Girls | –            | –          |
| 15ª    | 2004 | TVXQ             | Lee Seung-gi       | SG Wannabe       | –            | –          |
| 14ª    | 2003 | Maya             | Se7en              | Big Mama         | –            | –          |
| 13ª    | 2002 | Rizi             | Rain               | Wheesung         | –            | –          |
| 12ª    | 2001 | Brown Eyes       | Sung Si-kyung      | Jadu             | Morning Bond | To-ya      |
| 11ª    | 2000 | Park Hwayobi     | J.ae               | –                | –            | –          |
| 10ª    | 1999 | Lee Jung-hyun    | Koyote             | S#arp            | Chae Jung-an | –          |
| 9ª     | 1998 | NRG              | Jo Sungmo          | Kim Hyun-jung    | Yoo Ri       | –          |
| 8ª     | 1997 | Lee Ji-hoon      | Yangpa             | –                | –            | –          |
| 7ª     | 1996 | Young Turks Club | –                  | –                | –            | –          |
| 6ª     | 1995 | Sung Jin-woo     | Yook Gak-soo       | –                | –            | –          |
| 5ª     | 1994 | Go Bon-seung     | –                  | –                | –            | –          |
| 4ª     | 1993 | Choi Yeon-je     | –                  | –                | –            | –          |
| 3ª     | 1992 | Lee Deok-jin     | Seo Taiji and Boys | –                | –            | –          |
| 2ª     | 1991 | Shim Shin        | Shin Seung-hun     | –                | –            | –          |
| 1ª     | 1990 | Kim Min-woo      | Shin Hae-chul      | –                | –            | –          |

### Melhor Performance do Ano
| Edição | Ano  | Artista         |
| ------ | ---- | --------------- |
| 26ª    | 2017 | BTS             |
| 25ª    | 2016 | Hyukoh          |
| 24ª    | 2015 | Im Chang-jung   |
| 23ª    | 2014 | Lee Seung-Cheol |
| 22ª    | 2013 | Kim Jang-hoon   |
| 20ª    | 2011 | Bobby Kim       |
| 19ª    | 2010 | PSY             |
| 18ª    | 2009 | Kim Jang-hoon   |

## Prêmios de gêneros musicais

### Trot
| Edição | Ano  | Artista        | Artista        |
| ------ | ---- | -------------- | -------------- |
| 29ª    | 2020 | Son Ga-in      | –              |
| 26ª    | 2017 | Tae Jin-ah     | –              |
| 25ª    | 2016 | Hong Ji-young  | –              |
| 20ª    | 2011 | Jang Yun-jeong | –              |
| 19ª    | 2010 | Park Hyun Bin  | Park Sang Chul |
| 18ª    | 2009 | Park Hyun Bin  | –              |
| 17ª    | 2008 | Park Hyun Bin  | –              |

### R&B
| Edição | Ano  | Artista     | Artista |
| ------ | ---- | ----------- | ------- |
| 29ª    | 2020 | Kassy       | –       |
| 27ª    | 2018 | Suran       | –       |
| 26ª    | 2017 | Baek A-yeon | –       |
| 25ª    | 2016 | San E       | BTOB    |
| 24ª    | 2015 | K.Will      | –       |
| 23ª    | 2014 | K.Will      | –       |
| 22ª    | 2013 | K.Will      | –       |
| 21ª    | 2012 | 4MEN        | –       |
| 20ª    | 2011 | 2AM         | –       |
| 19ª    | 2010 | Bobby Kim   | –       |

### Hip Hop/Rap
| Edição | Ano  | Artista       |
| ------ | ---- | ------------- |
| 28ª    | 2019 | Drunken Tiger |
| 26ª    | 2017 | MOBB          |
| 25ª    | 2016 | San E         |
| 24ª    | 2015 | San E & Rania |
| 23ª    | 2014 | Dynamic Duo   |
| 22ª    | 2013 | Double K      |
| 21ª    | 2012 | Clover        |
| 20ª    | 2011 | Supreme Team  |
| 19ª    | 2010 | Drunken Tiger |
| 15ª    | 2004 | Bobby Kim     |
| 14ª    | 2003 | Cho Yong-pil  |
| 13ª    | 2002 | YG Family     |
| 12ª    | 2001 | Drunken Tiger |

## Vencedores do Prêmio de Popularidade
| Edição | Ano  | Artista           | Artista           | Artista |
| ------ | ---- | ----------------- | ----------------- | ------- |
| 29ª    | 2020 | EXO               | –                 | –       |
| 28ª    | 2019 | SHINee            | –                 | –       |
| 27ª    | 2018 | Taemin            | –                 | –       |
| 26ª    | 2017 | SHINee            | –                 | –       |
| 25ª    | 2016 | Junsu             | –                 | –       |
| 24ª    | 2015 | Taemin            | –                 | –       |
| 23ª    | 2014 | SHINee            | B1A4              | –       |
| 22ª    | 2013 | Lee Seung-gi      | SHINee            | –       |
| 21ª    | 2012 | Lee Seung-gi      | Girls' Generation | –       |
| 20ª    | 2011 | Girls' Generation | SHINee            | –       |
| 19ª    | 2010 | 2PM               | Super Junior      | –       |
| 18ª    | 2009 | BIGBANG           | TVXQ              | –       |
| 17ª    | 2008 | Super Junior      | –                 | –       |
| 16ª    | 2006 | TVXQ              | Super Junior      | –       |
| 15ª    | 2004 | Shinhwa           | TVXQ              | –       |
| 12ª    | 2001 | Click-B           | –                 | –       |
| 11ª    | 2000 | Baby V.O.X.       | SKY               | Click-B |

## Vencedores do PrêmioHallyu Special
| Edição | Ano  | Artista           |
| ------ | ---- | ----------------- |
| 29ª    | 2020 | EXO               |
| 28ª    | 2019 | EXO               |
| 27ª    | 2018 | EXO               |
| 26ª    | 2017 | ASTRO             |
| 25ª    | 2016 | EXO               |
| 24ª    | 2015 | Infinite          |
| 23ª    | 2014 | SHINee            |
| 22ª    | 2013 | Super Junior      |
| 21ª    | 2012 | KARA              |
| 20ª    | 2011 | Girls' Generation |
| 19ª    | 2010 | 2PM               |
| 18ª    | 2009 | SS501             |
| 17ª    | 2008 | Paran             |
| 16ª    | 2006 | Kangta            |
| 15ª    | 2004 | Park Yong-ha      |
| 15ª    | 2004 | Baby V.O.X.       |
| 14ª    | 2003 | S                 |
| 13ª    | 2002 | Baby V.O.X.       |
| 12ª    | 2001 | Kim Hyun-jung     |

## Outros prêmios
| Edição | Ano  | Prêmio                                   | Vencedores                                     |
| ------ | ---- | ---------------------------------------- | ---------------------------------------------- |
| 27ª    | 2018 | Prêmio de Melhor Produtor Musical        | Bang Si Hyuk                                   |
| 27ª    | 2018 | Prêmio de Performance de Dança Masculina | NCT 127                                        |
| 27ª    | 2018 | Prêmio de Performance de Dança Feminina  | MAMAMOO                                        |
| 27ª    | 2018 | Prêmio Fandom School                     | EXO                                            |
| 27ª    | 2018 | Prêmio de Descoberta do Ano              | MONSTA X                                       |
| 27ª    | 2018 | Prêmio de Melhor Banda                   | Iamnot                                         |
| 27ª    | 2018 | Prêmio de Melhor OST                     | Ailee's "I Will Go to You Like the First Snow" |
| 26ª    | 2017 | Prêmio de Vídeo Musical                  | BTS                                            |
| 26ª    | 2017 | Prêmio de Performance de Dança Masculina | BTS                                            |
| 26ª    | 2017 | Prêmio de Performance de Dança Feminina  | TWICE                                          |
| 26ª    | 2017 | Prêmio de Banda                          | Jang Ki-ha & The Faces                         |
| 26ª    | 2017 | Prêmio EPK Discovery                     | Cosmic Girls & Han Dong-Geun                   |
| 26ª    | 2017 | Prêmio Fandom School                     | EXO                                            |
| 26ª    | 2017 | Prêmio de Colaboração Global             | Silentó & Punch                                |
| 25ª    | 2016 | Prêmio de Performance de Dança Masculina | Monsta X                                       |
| 25ª    | 2016 | Prêmio de Performance de Dança Feminina  | Ailee                                          |
| 24ª    | 2015 | iQiyi - Prêmio de Popularidade           | EXO                                            |
| 24ª    | 2015 | Prêmio de Performance de Dança           | Hyuna                                          |
| 18ª    | 2009 | Prêmio YTN Star                          | Baek Ji-young                                  |
| 18ª    | 2009 | Prêmio High1 Music                       | BIGBANG                                        |
| 17ª    | 2008 | -                                        | Girls' Generation                              |

## Maiores vencedores
| Posição | Artista           | Prêmios |
| ------- | ----------------- | ------- |
| 1º      | EXO               | 22      |
| 2º      | BTS               | 15      |
| 3º      | Super Junior      | 14      |
| 4º      | Girls' Generation | 12      |
| 4º      | SHINee            | 12      |
| 6º      | BIGBANG           | 10      |
| 7º      | TVXQ              | 8       |
| 8º      | Sistar            | 7       |
| 9º      | Beast             | 6       |
| 9º      | Red Velvet        | 6       |
| 9º      | Twice             | 6       |